# Šipovo
La municipalidad de Šipovo se localiza dentro de la región de Banja Luka, dentro de la República Srpska, en Bosnia y Herzegovina.

## Localidades
Esta municipalidad de la República Srpska, localizada en Bosnia y Herzegovina se encuentra subdividida en las siguientes localidades a saber:
- Babići
- Babin Do
- Bešnjevo
- Brdo
- Brđani
- Čifluk
- Čuklić
- Donji Mujdžići
- Dragnić
- Dragnić Podovi
- Duljci
- Đukići
- Gorica
- Gornji Mujdžići
- Grbavica
- Greda
- Jusići
- Kneževići
- Kozila
- Krčevine
- Lipovača
- Lubovo
- Lužine
- Majevac
- Močioci
- Natpolje
- Olići
- Podobzir
- Podosoje
- Popuže
- Pribeljci
- Sarići
- Sokolac
- Stupna
- Šipovo
- Todorići
- Vagan
- Vodica
- Volari
- Vražić

## Geografía
Sipovo se encuentra en la parte sureste de la República Srpska, en una zona montañosa corre de este a oeste por el río Pliva y de sur a norte por el río Janja. La zona también es atravesada por tres ríos pequeños, Sokočnica la Lubovica y Volaric. La confluencia de Janja y Pliva es una planicie que está a unos 440 m de altitud, esta llanura se eleva gradualmente hasta las montañas donde destaca las montañas de Vitorog (1.906 m) al sur , Lisin (1.335 m) al norte, Gorica (1.267 m) al este y Cardak (1.452 m) al oeste.

## Demografía
Si se considera que la superficie total de este municipio es de 510 kilómetros cuadrados y su población está compuesta por unas 15.579 personas, se puede estimar que la densidad poblacional de esta municipalidad es de treinta y un habitantes por cada kilómetro cuadrado de esta división administrativa.